# ВВС 5-й армии
Военно-воздушные силы 5-й армии (ВВС 5-й армии) — оперативное авиационное соединение, действовавшее во время Великой Отечественной войны.

## История
Военно-воздушные силы 5-й армии сформированы 28 сентября 1939 года. В первоначальный состав входили два полка скоростных бомбардировщиков СБ, один легкобомбардировочный полк и три истребительных полка.
ВВС армии принимали участие в освобождении Бессарабии и Северной Буковины в период с 28 июня 1940 года по 3 июля 1940 года, выполняя авиационную поддержку наступающих войск.
С началом Великой Отечественной войны ВВС армии принимали участие в боевых действиях в начальный период вплоть до расформирования армии 25 сентября 1941 года, выполняя авиационную поддержку и прикрытие войск армии в операциях:
- - Львовско-Черновицкая стратегическая оборонительная операция
    - Приграничное сражение на Украине — с 22 июня 1941 года по 27 июня 1941 года.
    - Львовско-Луцкая оборонительная операция — с 27 июня 1941 года по 2 июля 1941 года.
    - Станиславско-Проскуровская оборонительная операция — с 3 июля 1941 года по 6 июля 1941 года.

  - Киевская стратегическая оборонительная операция
    - Коростеньская оборонительная операция — с 11 июля 1941 года по 20 августа 1941 года.
    - Киевско-Прилуцкая оборонительная операция — с 20 августа 1941 года по 25 сентября 1941 года.

Повторно ВВС 5-й армии было сформировано вместе с 5-й армией второго формирования 10 октября 1941 года в составе войск Западного фронта. В ходе выполнения поставленных боевых задач ВВС армии осуществляли прикрытие войск армии, выполняли воздушную разведку, сопровождали транспортные самолеты, осуществляли авиационную поддержку войск 5-й армии в операциях:
- - Московская стратегическая наступательная операция
    - Клинско-Солнечногорская наступательная операция — с 6 декабря 1941 года по 25 декабря 1941 года.

  - Ржевско-Вяземская стратегическая наступательная операция
    - Можайско-Вяземская наступательная операция — с 10 января 1942 года по 28 февраля 1942 года.

  - Ржевско-Сычёвская наступательная операция — с 30 июля 1942 года по 23 августа 1942 года.

В связи с пересмотром планов Ставки ВГК на применение авиации в боевых действиях и с сосредоточением авиационных частей и соединений в составе воздушных армий 10 мая 1942 года на основании Приказа НКО от 5 июня 1942 года ВВС 5-й армии обращены на формирование 201-й истребительной авиационной дивизии.
В составе действующей армии ВВС 5-й армии находились:
- с 22 июня 1941 года по 25 сентября 1941 года;
- с 10 октября 1941 года по 10 мая 1942 года.

После расформирования ВВС армии и формирования на базе управления ВВС армии 201-й истребительной авиационной дивизии в состав ВВС армии 15 мая 1942 года вошел 162-й истребительный авиационный полк, принявший в свой состав эскадрилью на самолетах У-2 и переформированный в 162-й смешанный авиационный полк по штату 015/256 (1-я эскадрилья на ЛаГГ-3, 2-я аэ на У-2). Боевую работу полк вел в составе ВВС армии до 18 февраля 1943 года на самолетах ЛаГГ-3 и У-2, после чего выведен с фронта на переучивание и переформирование. Больше в состав армии авиационных частей за весь период войны не вводилось.

### Командующий ВВС 5-й армии
Должность именовалась как заместитель командующего по ВВС 5-й армии.
- подполковник Герасимов Николай Семёнович[3], с 28.09.1939 по 01.11.1939
- генерал-майор авиации Николаенко Евгений Макарович с 06.41 по 07.41
- ид ком. полковник Шпагин Василий Георгиевич (нш) с 15.07.41 по 14.08.41
- полковник Скрипко Николай Семенович с 14.08.41 до окружения 15.09.41
- подполковник Антошкин Иван Диомидович с 10.10.41 по 12.41
- полковник Тищенко Сергей Иосифович с 12.41 по 10.05.42

## В составе объединений
| Дата          | Фронт (округ)                 | примечание                    |
| ------------- | ----------------------------- | ----------------------------- |
| 28.09.1939 г. | Киевский особый военный округ |                               |
| 22.06.1941 г. | Юго-Западный фронт            |                               |
| 20.09.1941 г. | Юго-Западный фронт            | армия расформирована          |
| 11.10.1941 г. | Западный фронт                | сформировано 2-е формирование |
| 10.05.1942 г. | Западный фронт                | ВВС армии расформированы      |

## Части и отдельные подразделения ВВС армии
За весь период своего существования боевой состав ВВС армии претерпевал изменения:
| Период                  | Наименование соединений                   | Наименование частей                     | Типы самолетов на вооружении              |
| ----------------------- | ----------------------------------------- | --------------------------------------- | ----------------------------------------- |
| 13.04.1940 — 19.07.1940 | 38-я истребительная авиационная бригада   | 88-й истребительный авиационный полк    | И-16                                      |
| 19.07.1940 — 10.07.1941 | 14-я смешанная авиационная дивизия        | 88-й истребительный авиационный полк    | И-16                                      |
| 13.04.1940 — 01.08.1940 | 38-я истребительная авиационная бригада   | 87-й истребительный авиационный полк    | И-16, передан в 16-ю сад                  |
| 05.04.1940 — 19.07.1940 | 38-я истребительная авиационная бригада   | 92-й истребительный авиационный полк    | И-153                                     |
| 19.07.1940 — 01.06.1941 | 14-я смешанная авиационная дивизия        | 92-й истребительный авиационный полк    | И-153, передан в 16-ю сад                 |
| 01.07.1941 — 03.07.1941 | 14-я смешанная авиационная дивизия        | 17-й истребительный авиационный полк    | И-16, И-153, выведен на доукомплектование |
| 01.07.1941 — 07.07.1941 | 14-я смешанная авиационная дивизия        | 43-й бомбардировочный авиационный полк  | Су-2 и Р-Z, выведен на доукомплектование  |
| 01.07.1941 — 10.07.1941 | 14-я смешанная авиационная дивизия        | 253-й истребительный авиационный полк   | И-153                                     |
| 01.07.1941 — 10.07.1941 | 14-я смешанная авиационная дивизия        | 254-й истребительный авиационный полк   | И-16                                      |
| 01.07.1941 — 10.07.1941 | 62-я бомбардировочная авиационная дивизия | 52-й бомбардировочный авиационный полк  | СБ, Пе-2, Су-2                            |
| 01.07.1941 — 10.07.1941 | 62-я бомбардировочная авиационная дивизия | 94-й бомбардировочный авиационный полк  | СБ                                        |
| 01.07.1941 — 10.07.1941 | 62-я бомбардировочная авиационная дивизия | 226-й бомбардировочный авиационный полк | Су-2                                      |
| 01.07.1941 — 10.07.1941 | 62-я бомбардировочная авиационная дивизия | 227-й бомбардировочный авиационный полк | Су-2                                      |
| 01.07.1941 — 10.07.1941 | 62-я бомбардировочная авиационная дивизия | 245-й бомбардировочный авиационный полк | находился в стадии формирования           |
| 01.03.1942 — 12.03.1942 |                                           | 484-й истребительный авиационный полк   | Як-1, передан в 3-ю РАГ                   |
| 01.12.1941 — 01.02.1942 |                                           | 705-й бомбардировочный авиационный полк |                                           |
| 20.12.1941 — 01.02.1942 |                                           | 611-й бомбардировочный авиационный полк |                                           |
| 20.12.1941 — 10.05.1942 |                                           | 692-й бомбардировочный авиационный полк |                                           |
| 01.02.1942 — 01.03.1942 |                                           | 687-й бомбардировочный авиационный полк |                                           |
| 05.02.1942 — 10.05.1942 |                                           | 236-й истребительный авиационный полк   | Як-1, вошел в состав 201-й иад            |
| 05.02.1942 — 10.05.1942 |                                           | 62-й штурмовой авиационный полк         | Ил-2                                      |
| 15.05.1942 — 18.02.1943 |                                           | 162-й смешанный авиационный полк        | ЛаГГ-3, У-2, переформирован в иап         |

## Отличившиеся воины
- Тхор Григорий Илларионович, генерал-майор авиации, заместитель командира 62-й бомбардировочной авиационной дивизии ВВС 5-й армии Юго-Западного Фронта Указом Президента СССР от 26 июля 1991 года удостоен звания Герой Советского Союза. Посмертно. Золотая Звезда № 11657 вручена дочери.